# Асамоа, Квадво (2002)
Ква́дво Асамоа́ (англ. Kwadwo Asamoah; род. 15 июля 2002, Аккра, Гана) — ганский футболист, нападающий.

## Карьера
Дебютировал за «Бечем Юнайтед» в Премьер лиге Ганы в марте 2018 года против «Интер Эллайс».
В июле 2020 года стал игроком «Спартака» из Юрмалы. Дебютировал в Высшей лиге Латвии в матче против клуба «Метта». В Кубке Латвии впервые сыграл в сентябре 2020 года в матче третьего круга против клуба «Гробиня».
В 2023 году, после расформирования «Спартака», перешёл в литовский клуб «Паневежис».